# リチャード・ビンガム (第2代ルーカン伯爵)

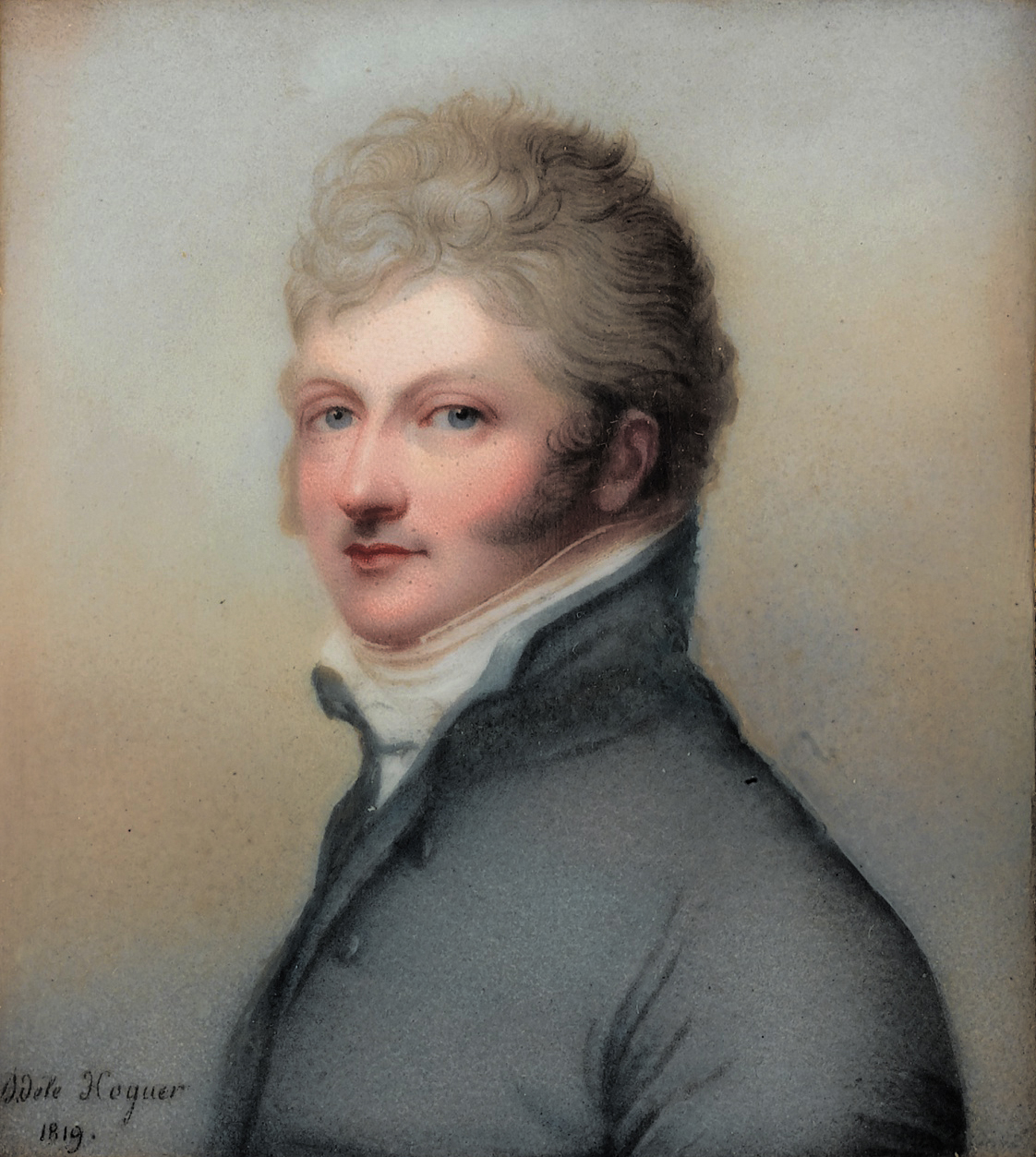
第2代ルーカン伯爵の肖像画、1819年作。

第2代ルーカン伯爵リチャード・ビンガム（英語: Richard Bingham, 2nd Earl of Lucan、1764年12月4日 – 1839年6月30日）は、イギリスの政治家、アイルランド貴族。1790年から1800年まで庶民院議員を、1801年から1839年までアイルランド貴族代表議員を務めた。1795年から1799年までビンガム卿の儀礼称号を使用した。

## 生涯
初代ルーカン伯爵チャールズ・ビンガムと妻マーガレット（1814年2月27日没、旧姓スミス、庶民院議員ジェームズ・スミスの娘）の息子として、1764年12月4日に生まれた。
1790年イギリス総選挙で姉の夫にあたる第2代スペンサー伯爵ジョージ・スペンサーの支持を受けて、セント・オールバンズ選挙区から出馬した。スペンサー伯爵のセント・オールバンズにおける影響力は強く、ビンガム卿は263票でトップ当選した。
議会ではスペンサー伯爵と同じ立場（ホイッグ党ポートランド公爵派）をとり、1791年4月にスコットランドにおける審査法廃止を支持、1792年12月に国王演説への返答動議に対するチャールズ・ジェームズ・フォックスの修正案に賛成票を投じた。1793年にスペンサー伯爵が与党に転じると、ビンガム卿もそのようにした。1793年8月にエリザベス・ハワードとともにウェールズに駆け落ちして、正式に結婚した後は1799年までハンティンドンシャーに住んだため、以降は庶民院であまり活動的ではなかったが、1796年イギリス総選挙では378票を得て引き続きトップ当選した。1798年1月、首相小ピットの査定課税法案（assessed taxes）に賛成票を投じた。
1799年3月29日に父が死去すると、ルーカン伯爵位を継承した。1800年にグレートブリテン王国とアイルランド王国の合同が決定されると、スペンサー伯爵はセント・オールバンズで選挙戦が生じないよう、1800年6月にルーカン伯爵に議員を辞任させた。このとき、ルーカン伯爵は1801年のグレートブリテン及びアイルランド連合王国成立に伴いアイルランド貴族代表議員に選出される見込みであり、のちに正式に選出された。
貴族院ではカトリック解放を支持したが、第1回選挙法改正の第2次法案（1831年10月）に反対票を投じた。
アイルランドのメイヨー県に広大な領地を所有したため、メイヨー選挙区への影響力があり、1826年イギリス総選挙では長男ジョージ・チャールズがメイヨーで議員に当選している。
1839年6月30日にナイツブリッジで急死、長男ジョージ・チャールズが爵位を継承した。

## 家族
1793年8月、エリザベス・ハワード（Elizabeth Howard、旧姓ベラシス、1770年1月 – 1819年3月24日、第2代ファウコンバーグ伯爵ヘンリー・ベラシスの娘、第12代ノーフォーク公爵バーナード・エドワード・ハワードの妻）とウェールズに駆け落ちした。2人の親は2人の結婚に反対、ノーフォーク公爵に至ってはエリザベスを追い出した。その後、ノーフォーク公爵とエリザベスは1794年5月に離婚した。エリザベスは同5月26日にビンガム卿と再婚して、1799年まで隠居同然でハンティンドンシャーに住んだ。2人は2男4女をもうけた。
- エリザベス（1838年9月9日没） - 1815年5月27日、ジョージ・グランヴィル・ハーコート（英語版）と結婚、1女をもうけた[6]
- アン（1850年10月28日没） - 1816年7月18日、アレクサンダー・マレー（英語版）（1845年7月15日没）と結婚[6]
- ルイーザ（1882年4月16日没） - 1817年8月22日、エルホー卿フランシス・チャータリス＝ウィームズ＝ダグラス（1883年1月1日没、のちの第7代ウィームズ伯爵）と結婚、子供あり[6]
- ジョージアナ（1849年7月1日没） - 1821年6月15日、チャールズ・ネヴィル（Charles Nevill、1848年10月18日没）と結婚、子供あり[6]
- ジョージ・チャールズ（1800年4月16日 – 1888年11月10日） - 第3代ルーカン伯爵[1]
- リチャード・カムデン（Richard Camden、1801年5月2日 – 1872年1月23日） - 1848年12月11日、マリア・トマス（Maria Thomas、チャールズ・トマスの娘）と結婚、子供なし[6]

ジェイン・オースティンの手紙（1807年2月8日付）によれば、ルーカン伯爵は後に愛人をかかえるようになったという。